# Escroquerie sentimentale
Pour un article plus général, voir Escroquerie en ligne.

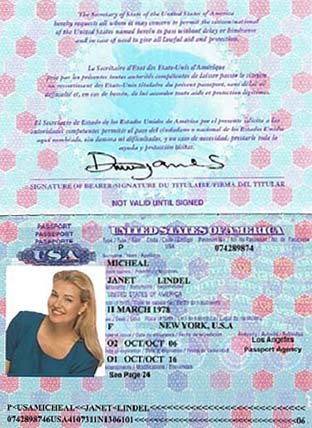
Ce passeport falsifié a réellement servi dans une escroquerie sentimentale. Un observateur attentif remarque ses incohérences : la photo n'est pas compatible avec les réglementations en vigueur pour les documents officiels ; néanmoins, les cibles de fraude sentimentale tendent à omettre les indices d'un problème.

L'escroquerie sentimentale, ou arnaque sentimentale, est sur Internet une escroquerie en ligne consistant à feindre des sentiments amoureux envers une victime pour gagner son affection et sa confiance avant de recourir à des artifices (fausses déclarations) pour lui soutirer de l'argent. Dupée par les mensonges, la victime donne de son propre gré l'accès à ses ressources financières, son compte bancaire, ses cartes de paiement, son passeport, ses adresses e-mail ou ses identifiants. Dans une variante, l'escroc force la victime à commettre une malversation financière à son profit,, ce qui la rend complice.
Ces actes sont souvent perpétrés par des bandes organisées de délinquants, qui se coordonnent pour soutirer de l'argent à plusieurs victimes en même temps. Chaque année, les escroqueries sentimentales font perdre davantage d'argent que d'autres types de fraude en ligne, comme celle du faux support technique.

## Tromperie des victimes

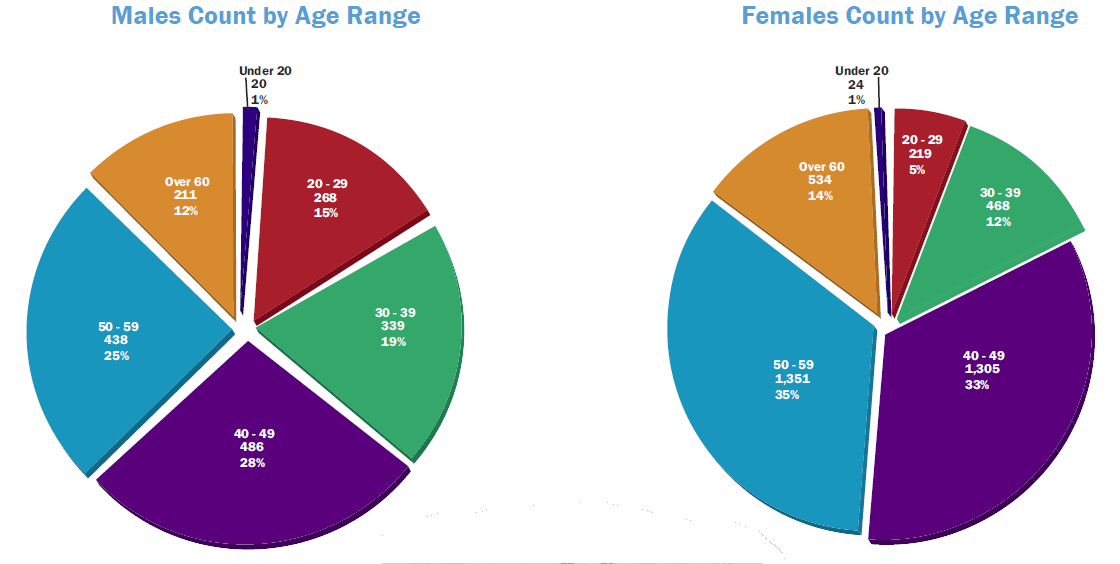
Genre et âge des victimes d'escroqueries sentimentales en ligne en 2011.

Les escrocs visent des personnes d'âge moyen car elles possèdent souvent davantage d'actifs financiers à leur soustraire (maison ou fonds de retraite).
Les escrocs savent très bien jouer sur les sentiments de leur victime : ils envoient des poésies d'amour, des jeux érotiques, de nombreuses promesses de mariage, des promesses de rencontres. Cette phase dure le temps que l'escroc s'assure une emprise sur la victime. Puis il réclame de l'argent, en prétextant des frais de transport pour rendre visite à la victime, ou des frais médicaux ou scolaires, ou une situation familiale urgente et grave, un frigo vide, etc.,. L'escroc formule souvent la promesse qu'il viendra s'installer avec sa victime. La victime peut aussi être invitée à voyager dans le pays où vit l'escroc, munie de cadeaux pour la famille ou d'une somme d'argent prétendument nécessaire pour corrompre les autorités et s'assurer le passage ; la victime est alors agressée et dépouillée, voire assassinée. L'escroc peut aussi faire croire qu'il est coincé dans un pays étranger et qu'il a besoin d'argent pour se sortir de cette situation.
L'opération d'escroquerie prend fin, en général, au moment où la victime comprend la nature réelle de la relation et cesse d'envoyer de l'argent. Souvent, les victimes, choquées et honteuses d'avoir été dupées, hésitent à signaler le problème aux autorités.

### Vol de photos
Pour créer leurs profils sociaux, les escrocs aux sentiments volent des photographies de personnes attirantes afin d'inciter autrui à entrer en contact. Cette pratique est souvent appelée le catfishing. Les escrocs peuvent aussi se faire passer pour des militaires, ce qui leur fournit des prétextes pour refuser une proposition de rencontre en personne.
Les escrocs ne ressemblent pas du tout aux photos qu'ils envoient aux victimes, ce qui explique pourquoi ils refusent les rencontres en face à face et même les appels vidéo. Ils fournissent des prétextes a priori vraisemblables pour justifier cet évitement : ils racontent qu'ils sont en voyage ou que leur caméra est cassée.
Les personnes qui falsifient leur identité pour duper leur interlocuteur avec une escroquerie sentimentale sont parfois appelées des « brouteurs » ou « arnacœurs »,.

### Variantes
Un procédé en plein développement consiste à se faire passer pour un membre de l'armée des États-Unis. Les escrocs usurpent les images, les noms et les profils de soldats pour susciter la confiance et l'admiration chez leurs victimes. Les services de communication institutionnelle des armées publient couramment des informations sur des soldats, sans préciser leur situation familiale ou personnelle ; ces photos sont volées par les escrocs. Ils peuvent aussi usurper l'identité de légionnaires.
En pareil cas, les escrocs déclarent à leur victime qu'ils se sentent seuls, ou qu'ils financent un orphelinat sur leurs propres deniers, ou qu'ils ont besoin d'aide financière parce qu'ils n'ont pas accès à leurs comptes bancaires dans un théâtre d'opérations. L'argent est toujours envoyé à un tiers, puis recueilli par l'escroc. Ce tiers peut être une personne réelle ou fictive. Pour recevoir des fonds transitant par Western Union et MoneyGram, il n'est pas nécessaire de présenter une pièce d'identité si l'expéditeur indique une phrase codée et sa réponse. L'argent peut être recueilli n'importe où dans le monde. Certains escrocs réclament des Bitcoins ou encore des coupons PCS ou Transcash.

## Escrocs opérant en groupe
Les réseaux de délinquants piègent des personnes esseulées, n'importe où dans le monde, avec de fausses promesses d'amour. Ils publient leurs profils sur des sites de rencontres, des réseaux sociaux, des sites privés et même des forums en ligne, en quête de nouvelles victimes,. En général, l'escroc cherche à obtenir un moyen de communication plus direct, c'est-à-dire par email ou par téléphone pour gagner la confiance de sa victime,.
Comme les escrocs travaillent en groupe, il existe un roulement : en permanence, un membre du groupe est prêt à contacter la victime par e-mail ou par texto. Dans ce roulement, chaque escroc incarne le même rôle envers les différentes victimes, ce qui ne transparaît pas dans des messages textuels. Ce système ne fonctionnerait pas si les escrocs devaient rencontrer leur victime, soit physiquement, soit dans des appels vidéos ou des conversations par téléphone.
Le phénomène est particulièrement développé en Côte d'Ivoire et au Nigeria. Les escrocs en Côte d'Ivoire sont communément appelés les brouteurs,. Ils peuvent utiliser des textes pré-rédigés pour discuter, via un scénario de questions à poser aux victimes pour pouvoir tenir une discussion ainsi que les réponses qu'eux peuvent donner à ces questions, ces textes sont appelés des « formates ». Les poursuites lancées n'aboutissent guère, soit par manque de preuves, soit en raison de carences dans la coopération judiciaire internationale.
Les centres d'arnaque pratiquent également l'escroquerie sentimentale, au Kenya notamment.

## Recrudescence et conséquences économiques
Aux États-Unis en 2016, le Federal Bureau of Investigation a reçu des signalements représentant au total une perte de 220 millions de dollars chez les victimes d'escroquerie sentimentale. Ce montant est dix fois plus élevé que celui des hameçonnages et presque cent fois plus que les cyberattaques au rançongiciel.
D'après les statistiques du FBI, ce délit connaît une recrudescence alarmante. Aux États-Unis, la perte financière représentait 211 millions de dollars en 2017 et 475 millions en 2019,. Les signalements s'accélèrent : 15 372 cas en 2017, 19 473 deux ans plus tard.
En Australie aussi, le gouvernement estime que cette forme de délinquance devient plus fréquente. Les pertes représentaient 20,5 millions de dollars en 2017 et 28,6 en 2019. Le site gouvernemental SCAMwatch fournit des informations pour détecter, éviter et signaler ces escroqueries,,.
En 2019 au Canada, l'arnaque amoureuse a coûté 19 millions de dollars et causé plus de 600 victimes et 972 plaintes ; en moyenne, les victimes ont perdu 28 000 dollars,.

## Dénominations
Il existe plusieurs termes pour décrire l'escroquerie sentimentale :
- en anglais : romance scam[23]
- « escroquerie sentimentale »[24],[25],[26]
- « fraude sentimentale »[24]
- « arnaque à la romance »[27],[28]
- « arnaque à l'amour »[29],[30]
- « arnaque sentimentale »[26],[31]
- « arnaque amoureuse »[2]
- « stratagèmes de rencontre »[22]
- « escroqueries amoureuses »[22]

Les auteurs du délit sont parfois désignés comme « brouteurs »  ou « arnacœurs ».

## Illustrations dans la fiction
- Au cinéma : Seules les bêtes, film réalisé en 2018 par Dominik Moll, d'après le roman homonyme de Colin Niel.
- BD: CONversations, Jorge Bernstein & FabCaro[32]

## Lutte contre les arnaques aux sentiments
Sur les réseaux sociaux, il existe des croque-escrocs qui luttent contre ces escrocs : dans la francophonie, les plus célèbres sont le youtubeur Sandoz,, David connu sous le pseudo de Métabrouteur sur Twitter,,, Thierry Baut, spécialiste en arnaques sentimentales ou encore Victor Baissait, expert et enseignant en tech,, ArnaqueMoiSiTuPeux, Lalain, etc.
Il existe aussi des groupes Facebook qui luttent contre ce type d'arnaques en piégeant les brouteurs comme le groupe Stop Escroqueries Informations et Signalements (groupe de plus de 32 000 membres), le groupe Assistance aux Victimes d'Arnaqueurs Sentimentaux (AVAS) spécialisé dans l'assistance aux victimes,.
Certaines applications, comme Tea, visent à lutter contre le catfishing par le partage entre femmes d'informations sur les hommes qu'elles fréquentent actuellement, ont fréquentés ou envisagent de fréquenter, pour s'en protéger,,.